# Isonychus fraudulentus
Isonychus fraudulentus är en skalbaggsart som beskrevs av Frey 1969. Isonychus fraudulentus ingår i släktet Isonychus och familjen Melolonthidae. Inga underarter finns listade i Catalogue of Life.